# Liste der Monuments historiques in Neufchef
Die Liste der Monuments historiques in Neufchef führt die Monuments historiques in der französischen Gemeinde Neufchef auf.

## Liste der Objekte
| Bezeichnung                           | Beschreibung                               | Standort                | Kennzeichnung | Schutzstatus | Datum | Bild |
| ------------------------------------- | ------------------------------------------ | ----------------------- | ------------- | ------------ | ----- | ---- |
| Skulptur Heiliger Dionysius von Paris | Kalkstein, farbig gefasst, 16. Jahrhundert | auf dem Friedhof (Lage) | PM57000254    | Classé       | 1977  |      |
| Skulptur Christus in der Rast         | Stein, 16. Jahrhundert                     | auf dem Friedhof (Lage) | PM57000255    | Classé       | 1977  |      |